# Jonas Eika
Jonas Eika Rasmussen, (født 1991 i Hasle i Aarhus) er en dansk forfatter. De debuterede i 2015 med romanen Lageret Huset Marie på forlaget Lindhardt og Ringhof, som de modtog Bodil og Jørgen Munch-Christensens debutantpris for. I 2019 modtog de bl.a. Blixenprisen for årets skønlitterære udgivelse samt Nordisk Råds Litteraturpris, begge for sin novellesamling Efter solen (Forlaget Basilisk, 2018). Han blev dermed den yngste vinder af Nordisk Råds Litteraturpris, siden denne blev oprettet i 1962. Juryen begrundede blandt andet, at novellesamlingen, som tematisk spænder lige fra udsatte til unge til sorg, "har overrasket og begejstret med sit globale perspektiv, sit sanselige og billedstærke sprog, og sin evne til at tale ind i samtidens politiske udfordringer, uden at man på nogen måde føler sig dirigeret et bestemt sted hen".
Under sin tale ved Nordisk Råds Litteraturpris vakte Eika opsigt ved at kritisere den danske statsminister, Mette Frederiksen, og dennes regering "for at have overtaget den tidligere regerings racistiske sprog og politikker".
Efter prisoverrækkelsen tilbageviste Jonas Eika, at han ville donere de 350.000 kroner, som følger med Nordisk Råds Litteraturpris. De skulle i stedet "omfordeles", som han fremhævede.
Jonas Eika gik på Testrup Højskole i 2012 og dimitterede fra Forfatterskolen i 2015.

## Priser
- Bodil og Jørgen Munch-Christensens debutantpris, 2016 (Lageret Huset Marie).[8]
- Montanas Litteraturpris, 2018 (Efter solen).[9]
- Michael Strunge-prisen, 2018 (Efter solen).[10]
- Den Svære To'er, 2018 (Efter solen).[10]
- Blixenprisen, 2019, for årets skønlitterære udgivelse (Efter Solen).[11]
- Nordisk Råds Litteraturpris, 2019 (Efter solen).[12]